# Wesmaelius mortoni
Wesmaelius mortoni är en insektsart som först beskrevs av Mclachlan 1899.  Wesmaelius mortoni ingår i släktet Wesmaelius och familjen florsländor. Arten är reproducerande i Sverige.

## Underarter
Arten delas in i följande underarter:
- W. m. mortoni
- W. m. kozlovi